# Synagogue Klaus-Lemle-Moses

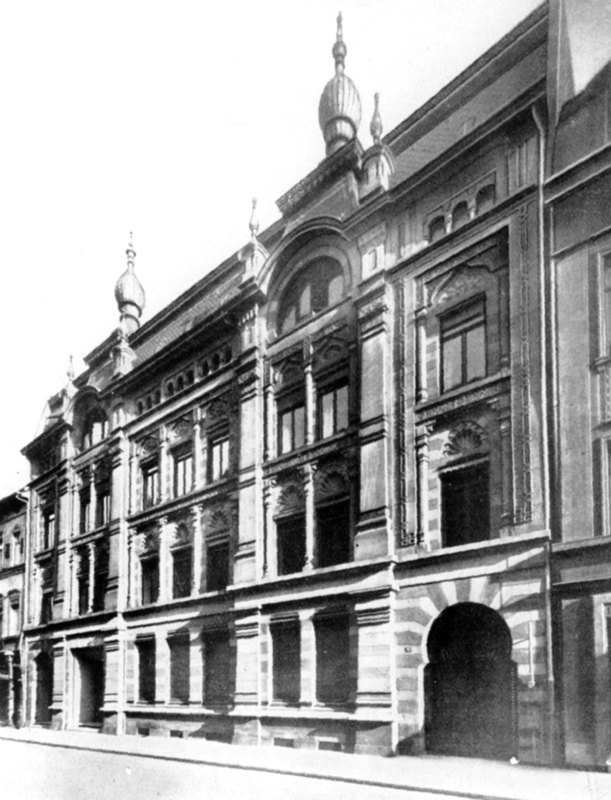
La Klaus vers 1900

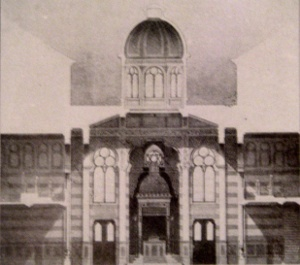
Section transversale de la synagogue vers 1888

La synagogue Klaus-Lemle-Moses (en allemand Lemle Moses Klaussynagoge) est une école talmudique avec synagogue, construite en 1708 dans le carré F1,11 du Quadratestadt de Mannheim. Dès le XIXe siècle, elle est appelée simplement la Klaussynagoge. Elle sert comme édifice religieux jusqu'en 1940. 

## Historique

### La synagogue duXVIIIesiècle
La synagogue tire son nom de Lemle Moses Reinganum (de) (1666–1724) un Juif de cour originaire de Rheingönheim près de Ludwigshafen et chef de la communauté de Mannheim. Immensément riche, et possédant le monopole du sel dans le Palatinat, il fonde en 1706 une Klaus (école talmudique avec synagogue) sur un site qu'il avait précédemment acquis en 1698. La Klaus est inaugurée au Chabbat Ki Tavo de l'année juive 5468 (31 août – 1er septembre 1708), par les trois rabbins, David Ulf, Matisjahu Ahrweiler et Leser de Kanitz. Reinganum dote l'institution d'une somme de 100 000 florins placée à Darmstadt. Le paiement des intérêts annuels au taux de 6 pour cent doit financer l'institution. Au milieu du XVIIIe siècle, le paiement de la somme, soumis à l'arbitraire du landgrave d'Hesse est retardé. Elias Hayum Mayer (de), comme Reinganum, Juif de cour et chef de la communauté juive, garantit la future existence de l'institution en effectuant un grand don.  
Un incendie dans la nuit de Yom Kippour 5555 (du 3 octobre au 4 octobre 1794), détruit le bâtiment de l'école et la bibliothèque et endommage gravement la synagogue. La reconstruction de l'ensemble est achevée le 22 mai 1795 et a couté la somme de 2 000 florins.

### Transformation de la synagogue à la fin duXIXesiècle
Après la construction de la grande synagogue de Mannheim en 1885, la Klaussynagogue sert de centre du judaïsme orthodoxe, qui rejette la réforme. Les services sont tenus selon le vieux rite ashkénaze. En 1887, la vieille Klaus est remplacée pour des raisons d'hygiène et de sécurité par un nouveau bâtiment de style mauresque conçu par l'architecte de Mannheim Wilhelm Manchot (1844–1912). La pose de la première pierre se déroule lors d'une cérémonie, le 11 aout 1887,
« Comme on le sait, les bâtiments de la fondation Klaus Lemle Moses devenus obsolètes ont été détruits et vont être remplacés par de belles nouvelles constructions. C'est pourquoi, hier matin à 7 heures, a eu lieu la pose solennelle de la pierre d'angle de la synagogue de la fondation Klaus. En dépit de l'heure matinale, un très grand nombre de personnes s'étaient assemblées pour cette consécration.   Mr. Simon Bensheim, président de la Commission Klaus, a ouvert la cérémonie officielle par un discours réussi aussi bien sur la forme que par son contenu, sur l'origine de la Fondation Klaus et sur le but de la cérémonie d'aujourd'hui, qui est la lecture des documents qui seront insérés dans la pierre d'angle. Puis le rabbin de la ville, le Dr Appel, a prononcé le véritable discours de consécration, un discours magistral, presque poignant, en rapprochant le récit des textes sacrés sur la plus ancienne pose de pierre d'angle par Jacob pour une maison de Dieu et la gratitude en la Providence pour la protection et la confiance dans l'assistance à distance de Dieu. L'orateur conclut avec le souhait que le bâtiment puisse être achevé, que l'architecte et les bâtisseurs obtiennent la gloire, la communauté israélite et l'ensemble de la population le salut, et la ville un ornement. 
Ensuite les documents relatifs à la fondation et à la reconstruction, le discours du Dr Appel lors de l'adieu le 12 mars à l'ancienne synagogue Klaus, ainsi qu'un calendrier et un certain nombre de journaux locaux d'hier ont été placés dans la pierre d'angle, puis les responsables actuels de la fondation Klaus et du conseil de la synagogue ont donné les trois coups de marteau rituels. En conclusion, l'architecte du bâtiment, Mr W. Manchot, a, au nom de tous les ouvriers, exprimé son vœu pour la fin heureuse de la construction et a demandé pour le succès du travail la protection du bâtisseur suprême. 
 Ceci termine cette digne célébration, qui a certainement laissé un sentiment de sincère satisfaction à tous les participants. »
La synagogue possède 127 sièges pour les hommes au rez-de-chaussée et 98 pour les femmes sur une galerie au premier étage. L'inauguration est célébrée en grande pompe lors des fêtes de Hanoucca 5649 (29 novembre 1888).

### Description de la synagogue de 1888
La synagogue Klaus est un complexe de plusieurs bâtiments. L'entrée principale se trouve au sud de la Quadratestadt, en F1,11 sur la Fressgasse. Un autre accès est disponible à l'est de la Breiten Straße en F1,2. La synagogue elle-même se  trouve dans la cour au centre du complexe. 
Le nouveau bâtiment en largeur, possède trois étages, avec un toit en croupe surmonté d'un large dôme non visible de l'extérieur. La façade est divisée en cinq parties. La partie centrale est située entre deux avant-corps en légère saillie, encadrés par des lésènes en forme de pilastre et terminés en leur partie supérieure par une baie cintrée. Ces avant-corps sont surmontés d'une fine tourelle coiffée d'un dôme en bulbe. La synagogue est construite selon un plan centré. La salle de prière réservée aux hommes est entourée de galeries pour les femmes. Après l'agrandissement de 1929-1930, la salle de prière fait 12 mètres de large sur 20,5 mètres de long. La décoration intérieure du bâtiment est remarquable, car les murs sont striés horizontalement. Les fenêtres à arc outrepassé apportent la lumière naturelle à la salle. Comme ornement, on trouve des arcatures aveugles avec des arcs polylobés dans le style de l'Alhambra de Grenade ou des arcs brisés dans le style des mosquées indiennes.

### Transformation de la synagogue en 1930
Au cours des années 1920, les voix pour une reconstruction complète de la synagogue Klaus se font de plus en plus entendre. Le goût a changé. Une grande partie du bâtiment ne correspond plus aux besoins de l'époque. Au printemps de 1929, le conseil de la synagogue, en tant qu'administrateur de la fondation, décide de reconstruire la synagogue selon les plans de l'architecte juif Siegfried Seidemann d'Heidelberg qui avait en 1913, restructuré profondément la synagogue de Heidelberg. Selon ses plans, la nouvelle synagogue Klaus se transforme en une maison de Dieu moderne et spacieuse, dans le style de la Nouvelle Objectivité, populaire à l'époque en Allemagne. La façade sur la rue par contre est restée pratiquement inchangée. Pendant le temps de la reconstruction, les offices se déroulent dans une salle du restaurant juif Kaufmann en C 4.12. Les travaux de construction durent de juillet 1929 jusqu'à l'inauguration solennelle le 6 mars 1930,.
« Le jeudi 6 mars, la communauté de la Klaus et avec elle toute la population juive de Mannheim ont célébré ce jour d'importance historique. La Klaus, depuis des années un lieu de prière et d'étude de la Torah, la cellule de base du judaïsme fidèle à la Torah de Mannheim et des environs, qui se trouvait un peu à l'étroit, lugubre et désuet sous sa forme extérieure, a par miracle retrouvé la beauté et un nouvel éclat. Les murs ont été repoussés pour pouvoir accueillir leurs nouveaux fidèles et étudiants. Le nouveau ancien bâtiment, conçu par l'architecte Seidemann, est un fleuron de l'ingénierie de construction, une combinaison de nouvelles fonctionnalités et de beauté rassemblées.
Au centre, le spacieux Almemor, étincelant de marbre gris. Dans le même style, l'Arche Sainte, à laquelle des mains aimantes ont fourni de magnifiques rideaux. Un beau tapis vert couvre le sol de l'Almemor, une beauté offerte par des femmes de la synagogue Klaus. Les bancs et les sièges, gris foncé, sont bien répartis. Les galeries tout autour reflètent les prescriptions religieuses ainsi que le sens de la beauté de celles qui prient derrière elles. La maison d'enseignement, l'école, le bain à immersion Mikve jouxtent harmonieusement la construction, ainsi que le vestibule avec les vestiaires etc.
La cérémonie d'inauguration dans la synagogue était prévue pour 5h30, mais déjà à cinq heures la foule enflait devant le nouveau bâtiment, qui bientôt fut rempli de fidèles et d'invités. Un chant choral ouvrit la cérémonie, et après la prière de Min'ha, pendant que d'autres chants en solo de consécration festive étaient exécutés par Mr. Epstein, le chantre en chef, on souleva les rouleaux de Torah et effectua les cortèges habituels. Suivi alors le sermon de Mr le rabbin Dr Unna, qui  peut aujourd'hui regarder avec satisfaction le succès d'une activité assidue de dix ans au service de la Torah….
 Vers neuf heures du soir, une soirée festive réunissant plusieurs centaines de personnes a été organisée dans la grande salle du Lamey-Loge pour célébrer l'événement historique dans une atmosphère joyeuse, avec de la nourriture et des boissons et de bons discours. Sous la direction animée de Mr. Loffler, tout s'est déroulé comme sur des roulettes. Avec de savoureux délices culinaires accompagnés d'un excellent vin comme seule la région Rhin-Neckar est en mesure d'offrir, beaucoup de bons et excellents mots ont été entendus, qui garderont toute leur signification au-delà de cette journée… »

### La synagogue sous le nazisme et sa destruction
En 1933, après l'arrivée au pouvoir du parti national-socialiste, le bâtiment de la Fondation Klaus est fouillé à le recherche d'armes, mais aucune n'est trouvée.
Le bâtiment est profané et pillé lors de la nuit de Cristal, du 9 au 10 novembre 1938. Les rouleaux de Torah, jetés dans la rue sont brûlés. Comme la Grande synagogue de Mannheim a été fortement endommagée, la synagogue Klaus, partiellement restaurée, est utilisée jusqu'à la fête de Pessa'h 1939 comme lieu de culte de toute la communauté juive de Mannheim. Plusieurs bancs, récupérés dans la Grande synagogue remplacent les bancs détruits de la Klaus. . En raison du manque de places dû à l'étroitesse de la salle, les fidèles sont divisés en groupe selon l'ordre alphabétique, leur permettant d'assister aux offices à tour de rôle.
Le 22 octobre 1940, lors de la Wagner-Bürckel-Aktion (de), presque tous les Juifs de Mannheim, soit environ 2 000 personnes sont arrêtés et transférés au camp de concentration de Gurs en France.  
Le bâtiment inoccupé est alors loué par la ville à une entreprise voisine pour le stockage de semences. Le bâtiment est atteint lors des bombardements de 1944, si bien qu'en 1945, seuls tiennent encore debout la façade côté rue et le plancher du rez-de-chaussée. Les murs de la salle de la synagogue se dressent toujours, mais le toit et une partie du bâtiment sont tombés sur les galeries des femmes.
En 1945, le rabbin militaire américain Henry Travel récupère une partie du portail de la Klaus qu'il expédie aux États-Unis à la communauté juive de Millburn (Congregation B'nai Israel) dans le New Jersey où il a été incorporé à un mur mémorial. 
La propriété du terrain de la synagogue Klaus revient après la guerre à la Jewish Asset Management (JRSO), qui le vend au Land de Bade-Wurtemberg. En juillet 1951, les ruines du Lemle-Moses-Klaus sont déblayés et en mars 1953, la façade sur la rue F 1,11 est abattue. Quelques années plus tard, des bâtiments commerciaux et résidentiels sont construits sur le terrain de l'ancienne synagogue. 
À l'occasion du 60e anniversaire de la nuit de Cristal, en 1998, une plaque commémorative est apposée sur la maison en F1,7.  Une autre plaque devant la nouvelle synagogue en F3 rappelle la synagogue-Klaus Lemle Moses.